# Popillia uhligi
Popillia uhligi är en skalbaggsart som beskrevs av Guido Sabatinelli 1996. Popillia uhligi ingår i släktet Popillia och familjen Rutelidae. Inga underarter finns listade i Catalogue of Life.